# 続々々々々・テレビまんが懐かしのB面コレクション
『続々々々々・テレビまんが懐かしのB面コレクション』（ぞくぞくぞくぞくぞく・テレビまんがなつかしのびーめんコレクション）は、日本コロムビアから1998年1月21日にリリースされたアニメソングのコンピレーション・アルバムである。『テレビまんが懐かしのB面コレクションシリーズ』第6弾にあたる。なお、2006年6月21日には、デジタル・リマスタリングされて低価格で再発売された。

## 解説
- 本CDはすでにリリースされている『続々々々々・テレビまんが主題歌のあゆみ』収録曲のシングルレコード・CDリリースにおけるカップリング曲をCD2枚組で全43曲収録している。
- DISC1には、上述のCD収録曲のB面曲が21曲、DISC2には、22曲が収録されている。

## 収録曲

### DISC 1
1. ともだちがいっぱい 
  - 作詞：伊藤アキラ、作曲・編曲：越部信義、歌：林幸生、森の木児童合唱団
  - MBS系「まんが日本昔ばなし」イメージソング[1]
2. はじめまして 
  - 作詞・作曲・歌:小坂明子、編曲:松下一也
  - ABC系「ハーイあっこです」イメージソング[2]
3. 太郎体操 
  - 作詞:伊藤アキラ、作曲:小坂明子、編曲:牧野三朗、歌:鳥飼真己子、コーラス:SHINES
  - ABC系「ハーイあっこです」イメージソング[3]
4. サイバトロンばんざい 
  - 作詞:藤公之介、作曲:渡辺宙明、編曲:石田勝範、歌:こおろぎ'73、森の木児童合唱団
  - 日本テレビ系「戦え!超ロボット生命体 トランスフォーマーV」エンディングテーマ
5. ホロレチュチュパレロ 
  - 作詞:荒木とよひさ、作曲:小杉保夫、編曲:山本健司、歌:徳垣とも子
  - 日本テレビ系「魔動王グランゾート」エンディングテーマ
6. 12FRIENDS 
  - 作詞:森雪之丞、作曲:小杉保夫、編曲:古田喜昭、歌:Y.F ZOMBIE COMPANY
  - テレビ朝日系「悪魔くん」エンディングテーマ
7. やっぱビックリマン!!
  - 作詞:谷穂ちろる、作曲:本間勇輔、編曲:山本健司、歌:ニッチモ、SHINES
  - ABC系「新ビックリマン」エンディングテーマ
8. でてこいとびきりZENKAIパワー! 
  - 作詞:荒川稔久、作曲:池毅、編曲:山本健司、歌：MANNA
  - フジテレビ系「ドラゴンボールZ」初代エンディングテーマ
9. ハッチでチャチャチャ 
  - 作詞:丘灯至夫、作曲:越部信義、編曲:石田勝範、歌:橋本潮、コーラス:森の木児童合唱団
  - 日本テレビ系「昆虫物語みなしごハッチ」イメージソング[4][5]
10. I Like You から I Love You 
  - 作詞:松本一起、作曲:池毅、編曲:田中公平、歌:橋本潮
  - テレビ朝日系「エスパー魔美」2代目エンディングテーマ
11. フェルトのペンケース 
  - 作詞:岩室後子、作曲:来生たかお、編曲:山本健司、歌:森恵
  - フジテレビ系「キテレツ大百科」4代目エンディングテーマ
12. メリーはただのトモダチ 
  - 作詞・作曲・編曲:実川俊晴、歌:藤田淑子
  - フジテレビ系「キテレツ大百科」5代目エンディングテーマ
13. コロ助ROCK'91 
  - 作詞:森雪之丞、作曲:林哲司、編曲:山本健司、歌:内田順子
  - フジテレビ系「キテレツ大百科」イメージソング[6]
14. HAPPY BIRTHDAY 
  - 作詞:森雪之丞、作曲:清岡千穂、編曲:藤原いくろう、歌:YUKA
  - フジテレビ系「キテレツ大百科」7代目エンディングテーマ
15. 夕映えになれ 
  - 作詞:竜真知子、作曲:川崎真弘、編曲:朝川朋之、歌:徳垣とも子
  - テレビ東京系「ジャングル大帝」エンディングテーマ
16. 不思議なサリー 
  - 作詞:白峰美津子、作曲:井上ヨシマサ、編曲:山本健司、歌:朝川ひろこ
  - テレビ朝日系「魔法使いサリー」前期エンディングテーマ[7]
17. 果てしなき挑戦 
  - 作詞:平出よしかつ、作曲:池毅、編曲:吉田明彦、歌:北原拓
  - テレビ東京系「ダッシュ!四駆郎」エンディングテーマ
18. 地球の子 
  - 作詞:松本一起、作曲:有澤孝紀、編曲:高田弘、歌:橋本潮
  - テレビ東京系「ジャングルブック・少年モーグリ」エンディングテーマ
19. かりあげクンのかりあげ一日 
  - 作詞:冬杜花代子、編曲:藤原いくろう、作曲・歌:いけたけし
  - フジテレビ系「かりあげクン」エンディングテーマ
20. シンデレラなんかになりたくない 
  - 作詞:岩室先子、作曲:池毅、編曲:山本健司、歌:林原めぐみ、斉藤小百合
  - テレビ朝日系「チンプイ」エンディングテーマ
21. キミの風 
  - 作詞:来生えつこ、作曲:来生たかお、編曲:信田かずお、歌:堀江美都子、コーラス:SHINES
  - フジテレビ系「私のあしながおじさん」エンディングテーマ

### DISC 2
1. ニャロメのROCK 
  - 作詞:園部和範、作曲:古田喜昭、編曲:つのごうじ、歌:島田紳助&バスガス爆発楽団
  - テレビ朝日系「もーれつア太郎」エンディングテーマ
2. ガタピシ! 
  - 作詞:園山俊二、作詞補・作曲:みなみらんぼう、編曲:石原眞治、歌:横沢啓子
  - テレビ朝日系「ガタピシ」エンディングテーマ
3. キミと世界征服!? 
  - 作詞:佐藤大、作曲:清岡千穂、編曲:山本健司、歌:秋山みどり
  - ABC系「まじかる☆タルるートくん」初代エンディングテーマ
4. いっしょう いっしょっしょ 
  - 作詞・作曲・歌:TARAKO、編曲:横山菁児
  - ABC系「まじかる☆タルるートくん」イメージソング[8]
5. ちょっと魔法でばんそうこ 
  - 作詞:冬杜花代子、作曲:つのこうじ、編曲:信田かずお、歌:中島安名、つのこうじ、ヤング・フレッシュ
  - テレビ東京系「三つ目がとおる」エンディングテーマ
6. Tenderness 抱きしめて 
  - 作詞:佐藤ありす、作曲:大塚修司、編曲:長谷川智樹、歌:山野さと子
  - テレビ東京系「ピグマリオ」エンディングテーマ
7. スーパーきんぎょ 
  - 作詞:岸田るみ子、作曲:矢代恒彦、編曲:三国義貴、歌:内田順子
  - テレビ朝日系「きんぎょ注意報!」初代エンディングテーマ
8. わぴこメイト行進曲 
  - 作詞、作曲:小坂明子、編曲:有澤孝紀、歌:内田順子、コーラス:おさわがせシスターズ
  - 東映系映画「きんぎょ注意報!」エンディングテーマ[9]
9. 両手を広げて 
  - 作詞:いしいめぐみ、作曲・編曲:風戸慎介、歌:伊東恵里
  - フジテレビ系「トラップ一家物語」エンディングテーマ
10. ちいさなおばけたいそうのうた 
  - 作詞:角野栄子、作曲:池毅、編曲:岩田雅之、歌:鉄炮塚葉子、矢島晶子、山田妙子
  - 日本テレビ系「ちいさなおばけアッチコッチソッチ」イメージソング[10]
11. いないいないおばけ
  - 作詞:角野栄子、作曲:池毅、編曲:岩田雅之、歌:平野レミ
  - 日本テレビ系「ちいさなおばけアッチコッチソッチ」エンディングテーマ
12. ジャンケンマン体操 
  - 作詞:佐藤友美、作曲:越部信義、編曲:有澤孝紀、歌:Cotton、コーラス:森の木児童合唱団
  - テレビ東京系「ジャンケンマン」イメージソング[11][12]
13. 友だちになりたい 
  - 作詞:康珍化、作、編曲:渡辺宙明、歌:水木一郎
  - テレビせとうち系「ゲッターロボ號」2代目エンディングテーマ[13]
14. 月火水木 キン肉マン 
  - 作詞・作曲:つのごうじ、編曲:山本健司、歌:ケント・デリカット、松田多香子、コーラス:森の木児童合唱団
  - 日本テレビ系「キン肉マン～キン肉王位争奪戦」エンディングテーマ
15. この道わが旅
  - 作詞:藤公之介、作、編曲:すぎやまこういち、歌:団時朗
  - TBS系「DRAGON QUEST -ダイの大冒険-」エンディングテーマ
16. 夢のボール 
  - 作詞:秋谷銀四郎、作曲:馬場孝幸、編曲:赤坂東児、歌、水木一郎
  - テレビ東京系「炎の闘球児 ドッジ弾平」エンディングテーマ
17. Twinkle Twinkle Wink~お願い Shooting star~ 
  - 作詞:佐藤ありす、作曲:岸正之、編曲:信田かずお、歌:山野さと子、コーラス:マーガレット
  - NHK BS2「ウルトラマンキッズ 母をたずねて3000万光年」エンディングテーマ
18. 鳥になる 
  - 作詞、作曲:谷村新司、編曲:佐孝康夫、歌:岡本麻弥
  - フジテレビ系「大草原の小さな天使 ブッシュベイビー」エンディングテーマ
19. さよならの物語 
  - 作詞:及川眠子、作曲・編曲:宮川彬良、歌:山野さと子
  - フジテレビ系「大草原の小さな天使 ブッシュベイビー」イメージソング[14]
20. HEART MOVING
  - 作詞:津島義昭、作曲・編曲:佐藤和朗、歌:高松美砂絵(さくらさくら)
  - テレビ朝日系「美少女戦士セーラームーン」前期エンディングテーマ[15]
21. 時の船 
  - 作詞:只野菜摘、作曲:清岡千穂、編曲:藤原いくろう、歌:草尾毅
  - ABC系「スーパービックリマン」エンディングテーマ
22. I'll be home 
  - 作詞:生田満、作、編曲:手塚理、歌:堀江美都子
  - NHK BS2「妖精ディック」エンディングテーマ